# Norddeutsche Orgelschule
Als norddeutsche Orgelschule bezeichnet man eine Stilrichtung in der Orgelmusik, die im 17. Jahrhundert in Norddeutschland entstand und bis zur Mitte des 18. Jahrhunderts ihre große Blüte hatte. Dabei spielten einerseits Einflüsse aus den Niederlanden eine Rolle, insbesondere durch den Amsterdamer Organisten Jan Pieterszoon Sweelinck, andererseits Fortschritte in der Orgelbaukunst vor allem durch Hans Scherer den Älteren, Hans Scherer den Jüngeren sowie Arp Schnitger. Zentren dieses Stils waren neben Hamburg vor allem Lübeck, Lüneburg, Hannover, Celle, Braunschweig und Danzig. Entgegen ihrem Namen hatte die Bewegung jedoch auch Ausläufer in Dänemark und Schweden. Der Stil zeichnet u. a. sich durch einen häufigen Wechsel der Manuale und sehr eigenständiges Pedalspiel aus.

## Norddeutsche Orgelmeister
Die bedeutendsten Vertreter der norddeutschen Orgelschule sind:
- Hieronymus Praetorius (1560–1629)
- Johann Steffens (um 1560–1616)
- Michael Praetorius (1571/72–1621)
- Jacob Praetorius der Jüngere (1586–1651)
- Samuel Scheidt (1587–1657)
- Melchior Schildt (1592/93–1667)
- Heinrich Scheidemann (um 1596–1663)
- Delphin Strungk (1601–1694)
- Franz Tunder (1614–1667)
- Matthias Weckmann (um 1616–1674)
- Nicolaus Hasse (um 1605–1670/72)
- Johann Adam Reincken (1643–1722)
- Dieterich Buxtehude (um 1637–1707)
- Vincent Lübeck (1654–1740)
- Georg Böhm (1661–1733)
- Nicolaus Bruhns (1665–1697)
- Johann Nicolaus Hanff (1665–1711/12)